# Sultans of Swing
Sultans of Swing – napisana przez Marka Knopflera ballada rockowa zespołu Dire Straits, która wydana została jako ich pierwszy singiel, pochodzący z debiutanckiej płyty zespołu – Dire Straits. Pierwotnie mała płyta na rynku pojawiła się w roku 1978, jednak rok później wydawnictwo ponownie zostało opublikowane. Utwór stał się raczej niespodziewanym hitem, zarówno w Stanach Zjednoczonych, jak i w Wielkiej Brytanii wchodząc do pierwszej dziesiątki na listach przebojów, pomimo że sama płyta nie była właściwie reklamowana.
Utwór wyróżniał się bardzo w momencie wydania od popularnej wówczas muzyki punk i disco. Była to bardzo prosto zaaranżowana piosenka w tradycyjnym dla rocka stylu dwóch gitar, gitary basowej i perkusji.
Tekst utworu opowiada o zespole jazzowym o nazwie Sultans of Swing, grającym w londyńskich pubach niemodny wówczas jazz. Dla członków Sultans of Swing nie jest ważna popularność, ale sama radość z grania muzyki.
W późniejszym czasie Knopfler kilkukrotnie zmieniał kilka linijek utworu podczas koncertów, zazwyczaj zastępując imiona muzyków fikcyjnego zespołu Sultans of Swing imionami członków Dire Straits. Utwór został umieszczony na debiutanckim albumie Dire Straits, kompilacyjnych albumach z największymi przebojami, a także na nagranych na żywo albumach Alchemy (w bardziej rozbudowanej wersji) i Live at the BBC. Jest to jedna z najbardziej znanych i popularnych piosenek Dire Straits i nadal jest grana przez Marka Knopflera w czasie jego koncertów.